# Spiegelgasse (Zürich)
Die Spiegelgasse ist eine Strasse in der Altstadt von Zürich rechts der Limmat. Sie führt von der Münstergasse in nordöstlicher Richtung bis zum Neumarkt südlich des Rindermarkts. Die Spiegelgasse ist nur rund 160 Meter lang, überwindet jedoch einen kleinen Moränenhügel, so dass sie an beiden Enden steil ansteigt.

## Geschichte

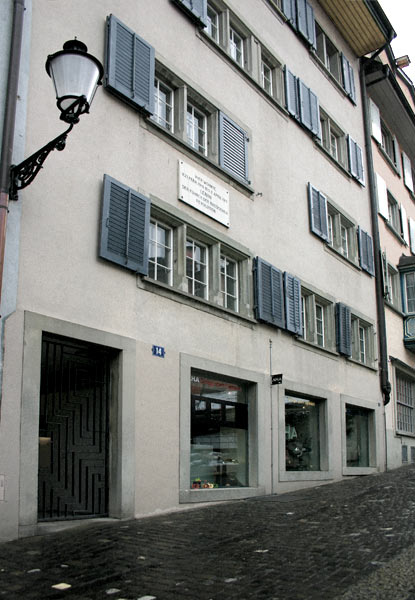
Im zweiten Obergeschoss der Spiegelgasse 14 wohnte Lenin 1916/1917

Ihren Namen bezieht sie von dem unter Nummer 2 gelegenen Haus zum Spiegel. Vor 1880 wurde sie noch Steingasse genannt.
Die kurze Gasse ist mit grossen Namen der Weltgeschichte verbunden:
- Cabaret Voltaire (Nummer 1) – Gleich am Beginn befindet sich auf der linken Seite das am 5. Februar 1916 von Hugo Ball eröffnete Cabaret Voltaire, das als Geburtsort des Dadaismus gilt.
- Nummer 5 – In dem Haus wuchs der Schweizer Schauspieler Emil Hegetschweiler auf, machte hier seine Ausbildung zum Konditor und übernahm 1917 den elterlichen Betrieb. In den 1920er Jahren entwickelte das Haus sich zu einem Künstlertreffpunkt und 1934 wurde hier unter der Mitwirkung von Hegetschweiler das Cabaret Cornichon gegründet.
- Napfplatz – Unmittelbar hinter der Liegenschaft Nummer 5 öffnet sich die Strasse zum Napfplatz hin, der unter anderem den Brunnenturm beherbergt. Der Platz erstreckt sich entlang der Spiegelgasse bis zum Gebäude Nummer 13, in dem sich ein Geschäftsraum der Nomos Glashütte befindet. Im direkten Nachbarhaus zum Waldris mit der Nummer 11 wurde am 15. November 1741 der Zürcher Pfarrer und Philosoph Johann Caspar Lavater geboren.[1] Hier lebte er bis 1778 und wurde 1775 von Johann Wolfgang von Goethe besucht.
- Nummer 12 – Wenige Meter befindet sich auf der rechten Strassenseite das Anwesen, in dem Georg Büchner die letzten Monate seines Lebens verbrachte und am 19. Februar 1837 im Alter von 23 Jahren an Typhus verstarb.
- Nummer 14 – In der zweiten Etage des unmittelbar angrenzenden Gebäudes lebte vom 21. Februar 1916 bis zum 2. April 1917 Wladimir Iljitsch Lenin, der von hier aus die Russische Revolution startete. Eine Gedenktafel erinnert an den ehemaligen Bewohner. Zur Zeit, als Lenin dort mit seiner Frau Nadeschda Konstantinowna Krupskaja lebte, war die Strasse auch an jener Stelle so eng, wie sie es in einigen Abschnitten noch immer ist. Doch in den 1940er Jahren wurde die gegenüber liegende Häuserzeile abgebrochen und der heutige Leuenplatz angelegt.[2]

Bilder historisch bedeutsamer Gebäude
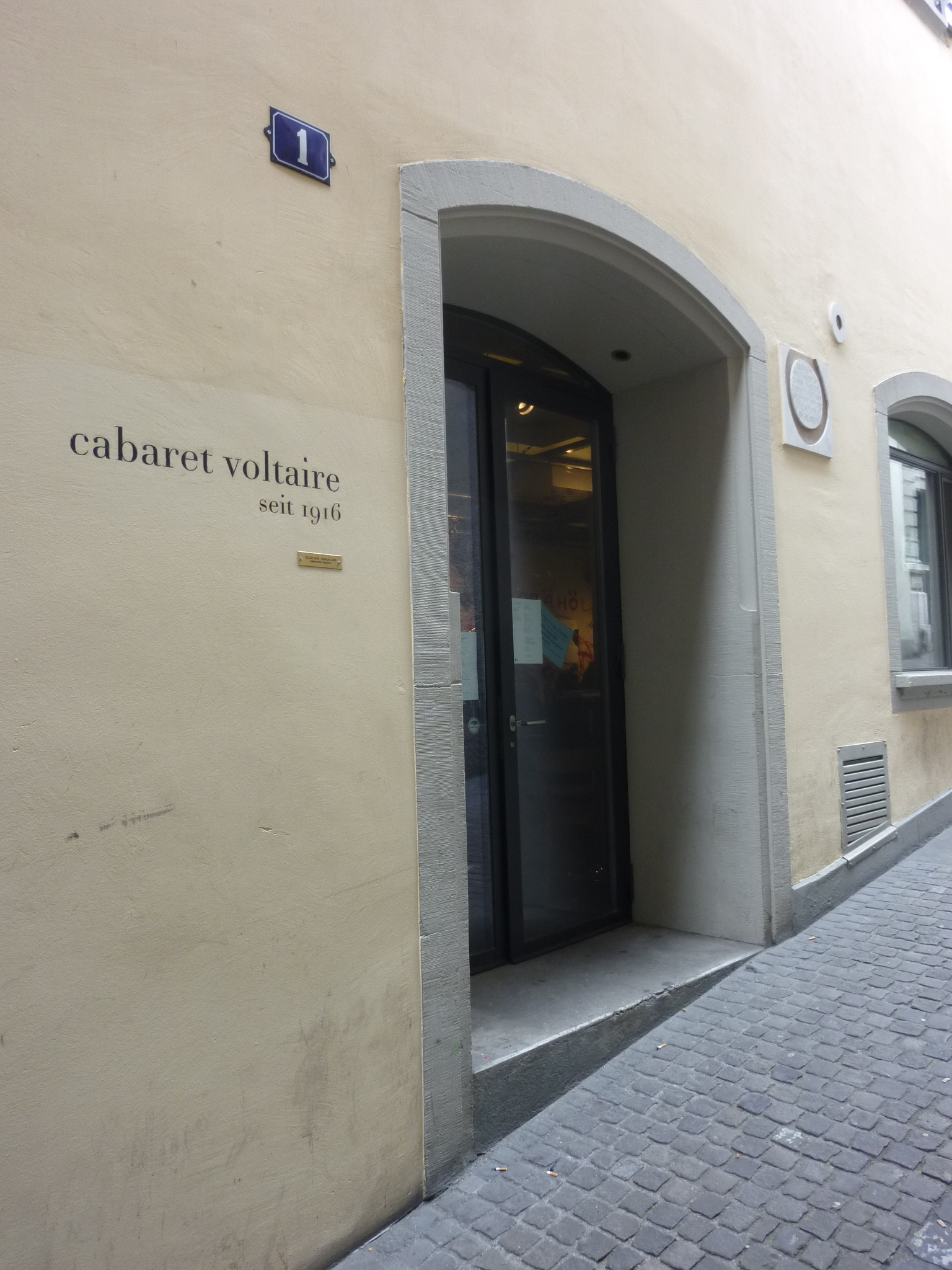
Spiegelgasse 1
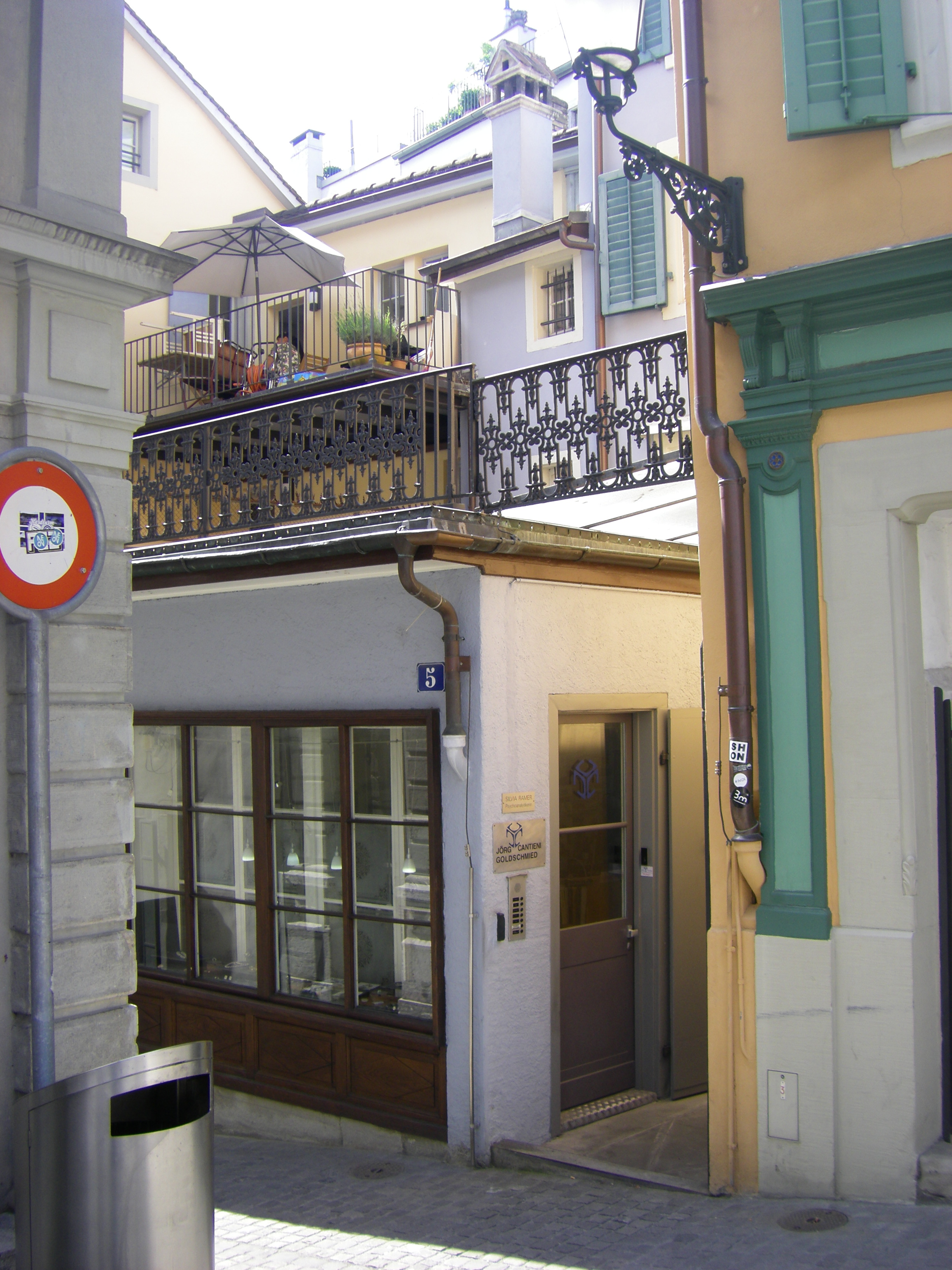
Spiegelgasse 5
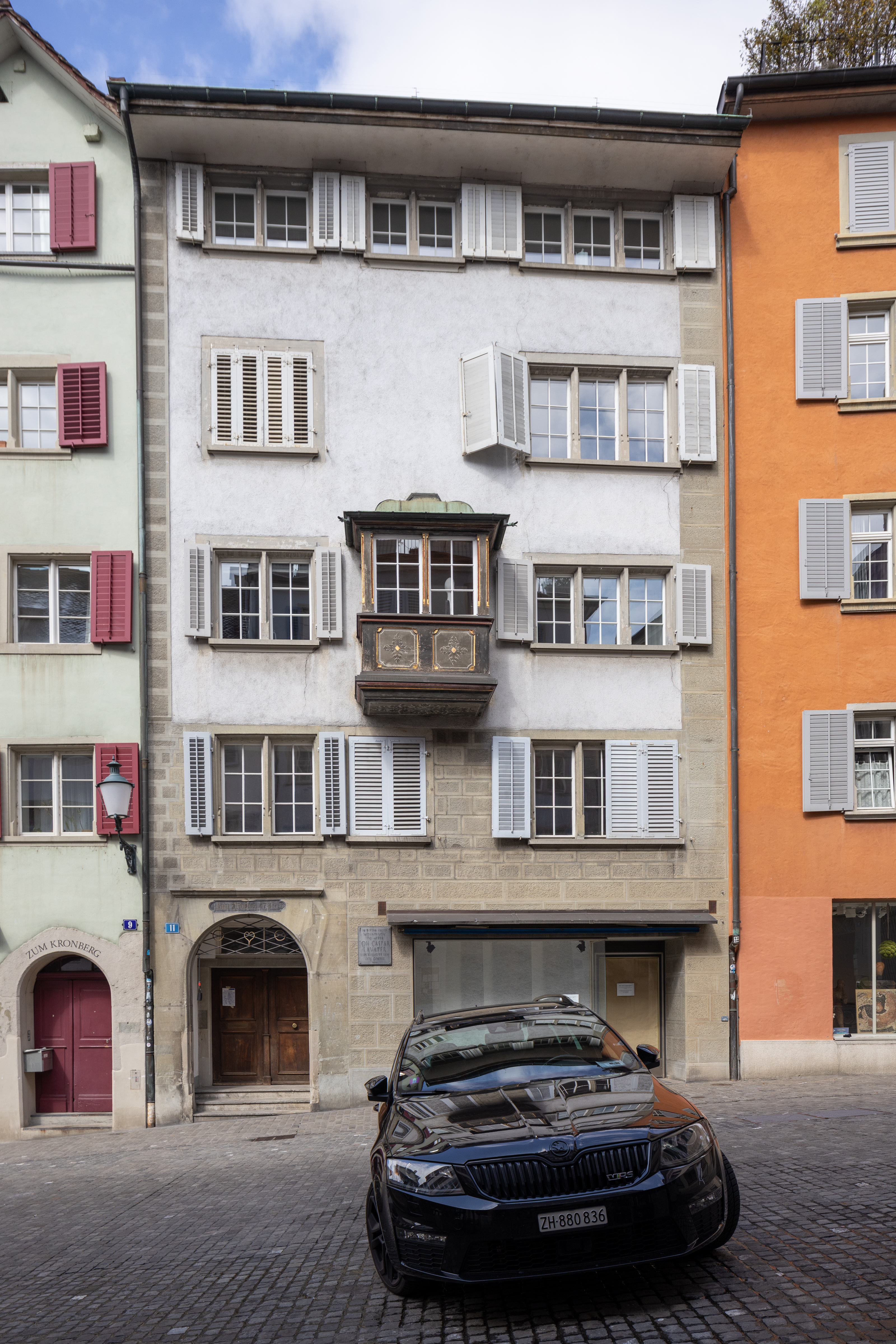
Spiegelgasse 11
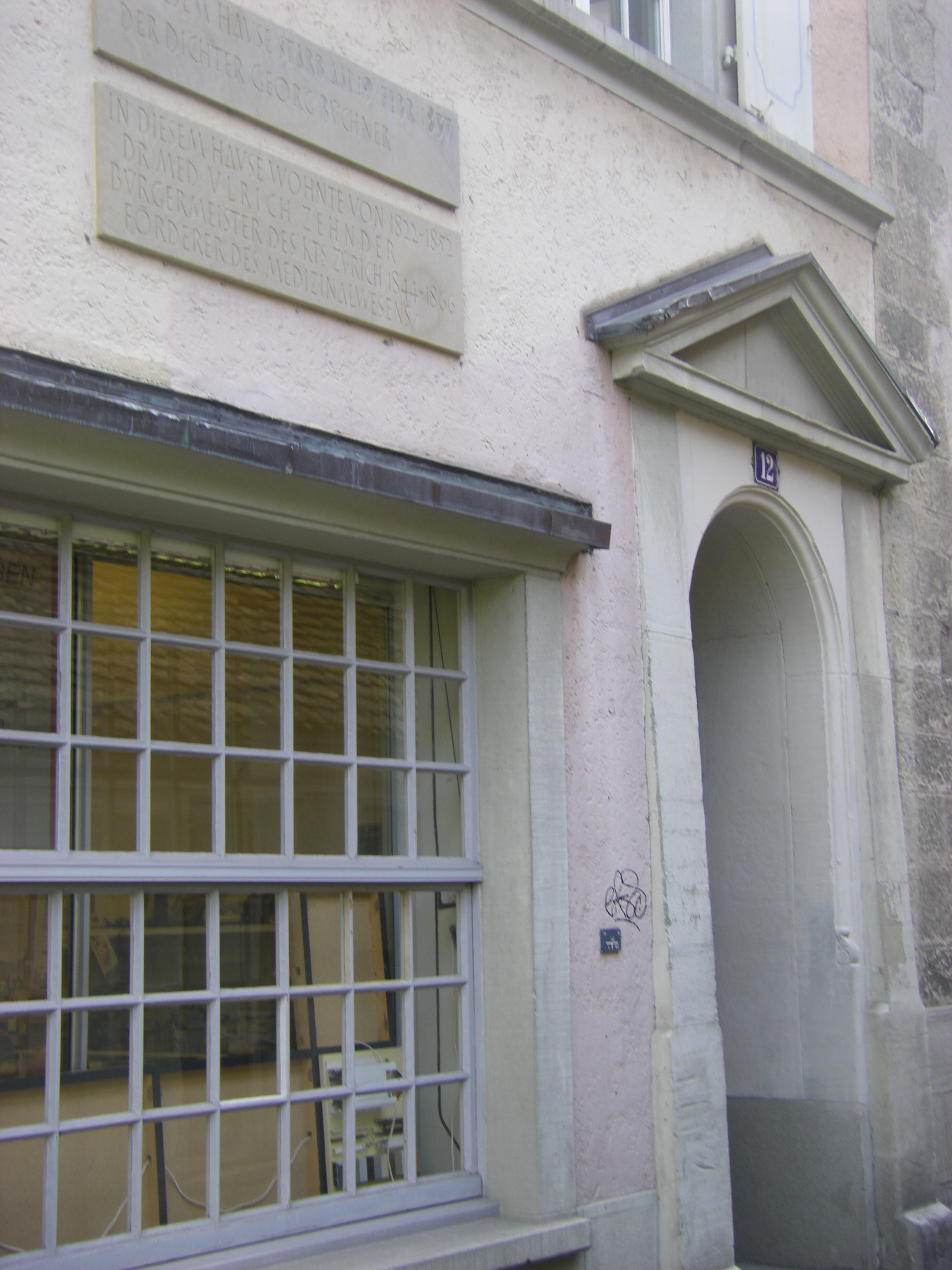
Spiegelgasse 12
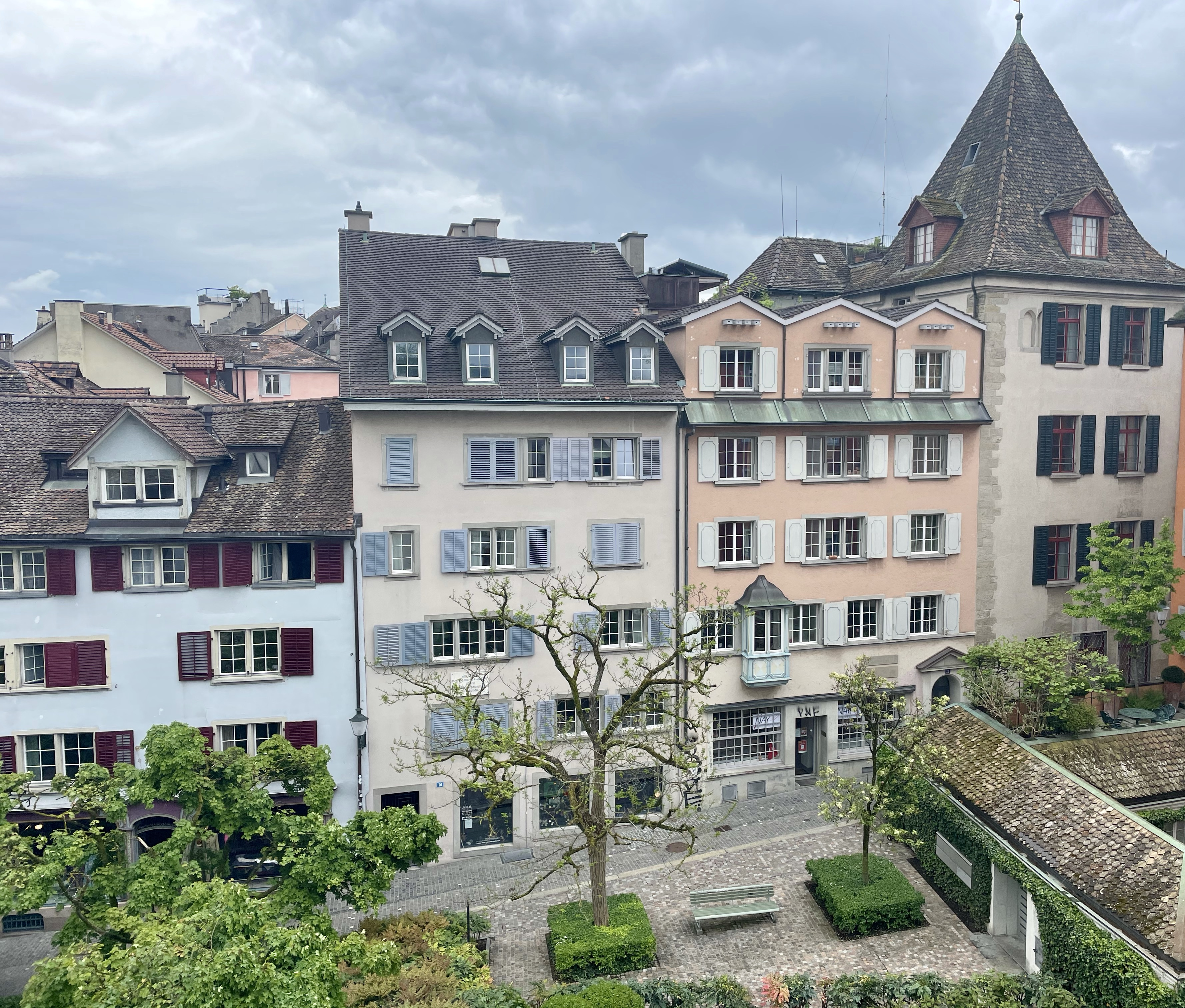
Spiegelgasse 14 und 12